# Zamakhshari
Abū l-Qāsim Mahmūd ibn ʿUmar al-Zamakhsharī (in arabo ﺍﺑﻮ ﺍﻟﻘﺎﺳﻢ ﻣﺤﻤﻮﺩ ﺑﻦ ﻋﻤﺮ الزمخشري‎?; Zamakshar, 1074 – 1144) è stato un teologo e filosofo persiano.

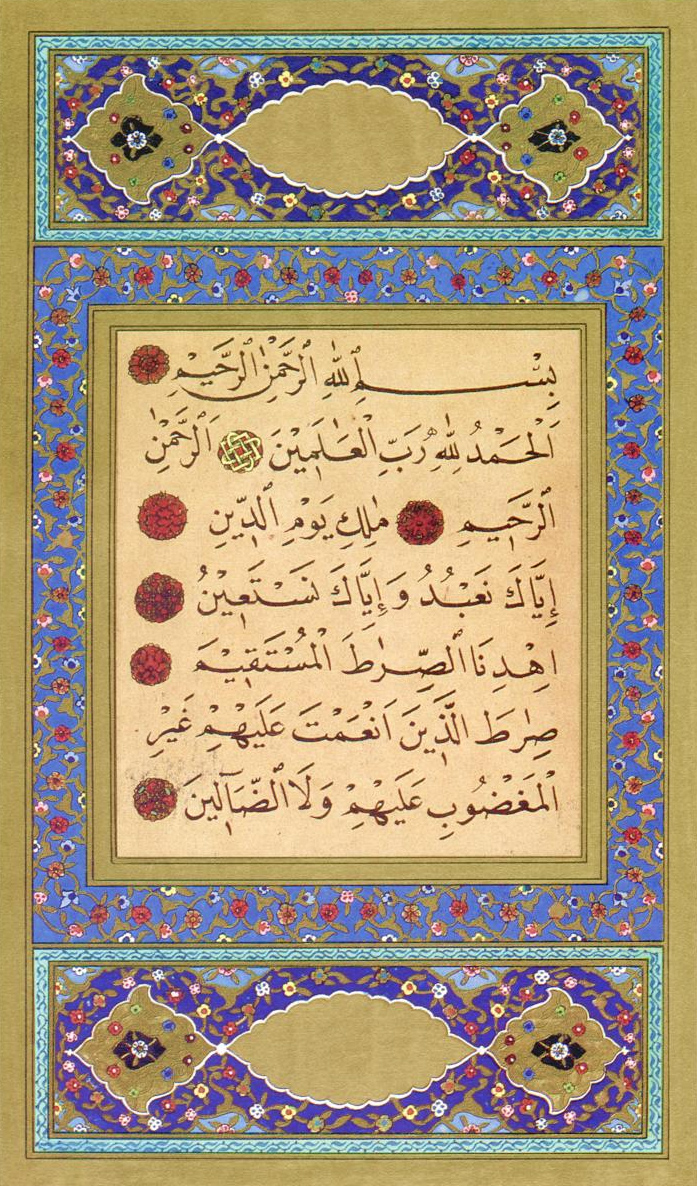

Il corasmio di origine persiana Zamakhsharī (in arabo  الزمخشري‎?) è stato un teologo musulmano, grammatico e studioso di morale. Fu un celebre commentatore del Corano, influenzato per il suo lavoro (l'al-Kashshāf ) dal mutazilismo. 
Nativo del villaggio di Zamakshar, per molti anni visse a Mecca, tanto da guadagnarsi, appunto, il soprannome di Jār Allāh (Il vicino di Dio).
Più tardi si spostò nel Khwārezm, dopo aver studiato a Bukhara e Samarcanda, godendo dell'aiuto scientifico dei grandi giuristi di Baghdad. 
Cercò in vario modo di entrare nelle grazie del famoso vizir selgiuchide Niẓām al-Mulk, di alcuni altri dignitari selgiuchidi e degli stessi Sultani Muḥammad b. Malikshāh e Sanjar, con identici risultati, pur ricevendo da essi qualche somma di denaro per i suoi componimenti elogiativi loro dedicati.

Ottenne più tardi miglior esito grazie alla generosità di sovrani Khwārezmshāh, quali Muḥammad b. Anūshtakīn e suo figlio Atsız. Fu poi gratificato anche dallo Sharīf di Mecca, ʿAlī b. ʿĪsā b. Ḥamza b. Wahhās, di idee mutazilite e buon letterato, e dall'atabeg buride di Damasco Tāj al-Mulūk Ṭughtakīn.
Abbracciò le idee mutazilite e la linea interpretativa del Qāḍī ʿAbd al-Jabbār e redasse un notissimo commentario coranico (tafsīr, intitolato al-Kashshāf ʿan ḥaqāʾiq al-tanzīl, ancora ampiamente diffuso e utilizzato nelle aree più orientali dall'ecumene islamica.
Raccolse anche una silloge di proverbi, l'al-Mustaqṣf fī amthāl al-ʿArab, che ebbe una popolarità pari a quella assai apprezzata di al-Maydanī, la  Majmaʿ al-amthāl, sulla quale poi lavorò Georg Freytag. 
Nel campo dell'adab, scrisse un commento alla Lāmiyyat al-ʿArab (ode in rima lam degli Arabi) di al-Shanfara, il Kitāb aʿjab al-ʿadjab fī sharḥ Lāmiyyat al-ʿArab. 
Morì nel 1144 nella capitale corasmia di Gorgan (attuale capitale della regione persiana del Gulestan).

## Opere
- al-Kashshāf, (in arabo  کشاف ‎?),  tafsīr del Corano.
- Rabīʿ al-abrār wa-fuṣūṣ al-aḫbār (La primavera dei pii e l’origine delle notizie)
- Asās al-balāgha (in arabo اساس البلاغه‎?)
- Faṣl al-akhbār
- Muʿajjam al-Ḥudūd
- Dīwān al-Tamsīl
- Sawāʾir al-Islām
- Muqaddimat al-adab (in arabo مقدمة الأدب‎?, dizionario arabo-corasmio)
- Kitāb al-amkina wa l-jibāl wa l-miyāh (in arabo کتاب الامکنه والجبال والمیاه‎?, "Libro dei posti, dei monti e delle acque": opera di geografia
- Mufaṣṣal al-anmūdhaj (in arabo مفصل الأنموذج‎?, grammatica araba)